# 东京龙脑香
东京龙脑香（学名：Dipterocarpus retusus），为龙脑香科龙脑香属下的一个种，分布于华南、印度、中印半岛到马来群岛。

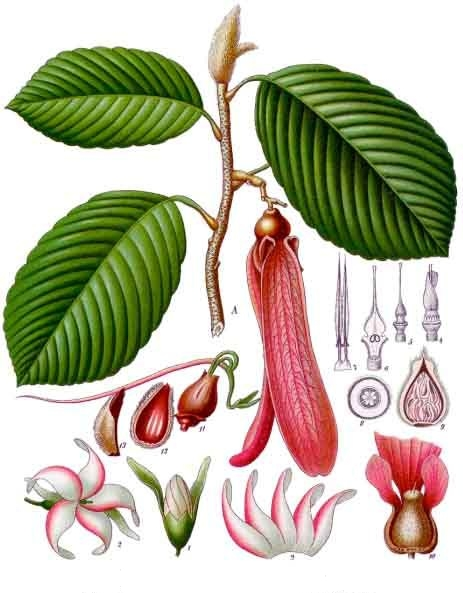
《科勒药用植物》插画

## 扩展阅读
維基物種上的相關：东京龙脑香